# Florin Piersic
Florin Piersic (n. 27 ianuarie 1936, Cluj, România) este un actor român de film, radio, televiziune, scenă și voce. A jucat dramă, comedie, tragedie, figuri istorice, haiduci.

## Biografie
Născut din părinți originari din Bucovina (mama, Vera Piersic, originară din Valea Seacă, tatăl, Ștefan Piersic, medic veterinar, originar din Corlata), Florin Piersic și-a petrecut copilăria în Corlata, Pojorâta și Cajvana, apoi în Cernăuți și, ulterior, la Cluj, unde a urmat Liceul de băieți nr. 3 (azi Colegiul Național Emil Racoviță). Florin Piersic a fost descoperit de către actrița și regizoarea Elena Negreanu.
A absolvit Institutul de Artă Teatrală și Cinematografică din București (IATC, astăzi UNATC), promoția 1957, clasa profesor Marietta Sadova. La doi ani după absolvire, Florin Piersic a debutat pe scena Teatrului Național din București obținând rolul titular în Discipolul diavolului. Au urmat Tragedia optimistă, Oameni și șoareci și Orfeu în Infern, piese care au scos în evidență geniul, naturalețea și prospețimea actorului. Are o bogată activitate teatrală la Teatrul Național din București).
În anii '60, Florin Piersic se căsătorește cu actrița Tatiana Iekel, care i-a dăruit și primul copil, pe Florin Jr. A doua soție a fost tot o actriță, Anna Széles, alături de care a devenit tată pentru a doua oară. În 1985 Anna Széles a cerut și a obținut divorțul și s-a mutat în Ungaria, luându-l cu ea și pe fiul lor, Daniel. În 1993, după o relație de 7 ani, Florin Piersic s-a căsătorit cu Anna Török, merceolog, originară, de asemenea, din Cluj.
În anul 2009 Florin Piersic înregistrează un disc de autor la casa de discuri OVO MUSIC: „Florin Piersic - Hoinărind printre amintiri în lumea muzicii lui Dan Iagnov”. Toate cele 10 melodii sunt compuse de Dan Iagnov: „O poveste de o zi”, „Latino lasciv”, „Anemone mii”, „Femeia e secretul”, „Și ploua...”, „Pe cărările vieții”, „Poveste cu un saxofon”, „Viața este o poveste”, „Cînd ninge” și „Un pas pe zăpadă”. Versurile cântecelor „Latino lasciv” și „Anemone mii” sunt scrise de Dan Iagnov. Versurile celorlalte cântece sunt scrise de Andreea Andrei.
În 26 ianuarie 2011 cinematograful Republica din Cluj-Napoca a fost redenumit în cinematograful Florin Piersic.
De-a lungul timpului Florin Piersic a primit titlul de „cetățean de onoare” al mai multor orașe precum: Bacău, Cluj-Napoca, Caracal, Sighet, Suceava, Baia Mare, Oradea, București, Galați și Iași. 
La 10 decembrie 2012, prin decretul președintelui Republicii Moldova, Nicolae Timofti, actorului i s-a acordat cetățenia Republicii Moldova. Florin Piersic a adresat o scrisoare președintelui moldovean motivând solicitarea prin faptul că acolo este primit foarte bine de oameni și se simte iubit, iar tatăl lui a activat, în calitate de medic veterinar, atât în Bucovina cât și în Basarabia (la Cernăuți, respectiv Soroca).
Din 2013, Florin Piersic a început să-și asocieze numele cu mai multe branduri. El a apărut în mai multe reclame printre care hipermarketul Billa, magazinul Cocor, curățătoria Nufărul, Astra Asigurări.

## Premii și distincții

### Premii
- Premiul TIFF pentru întreaga carieră, 2009
- Premiul Gopo pentru întreaga carieră, 2016
- Premiul UNITER pentru întreaga activitate, 2019[6]

### Distincții
- Ordinul „Meritul Cultural” clasa a V-a (6 noiembrie 1967) „pentru merite deosebite în domeniul artei dramatice”[12]
- Ordinul național „Steaua României” în grad de Cavaler (30 mai 2002), alături de alți actori, „pentru prestigioasa cariera artistică și talentul deosebit prin care au dat viață personajelor interpretate în filme, dar și pe scenă, cu prilejul celebrării unui veac de film românesc”[13]
- Ordinul național „Steaua României” în grad de Ofițer, conferit de președintele Klaus Iohannis[14]

## Teatru[15]
- Act venețian
- Zbor deasupra unui cuib de cuci
- Gaițele
- Logodnicele aterizează la Paris
- Oameni și șoareci
- Străini în noapte
- Cartea lui Ioviță
- Dulcea pasăre a tinereții
- Heidelbergul de altădată

### Teatru TV
- Visul unei nopți de iarnă
- Ultima haltă în paradis
- Jocul de-a vacanța
- Fată fără zestre

## Filmografie

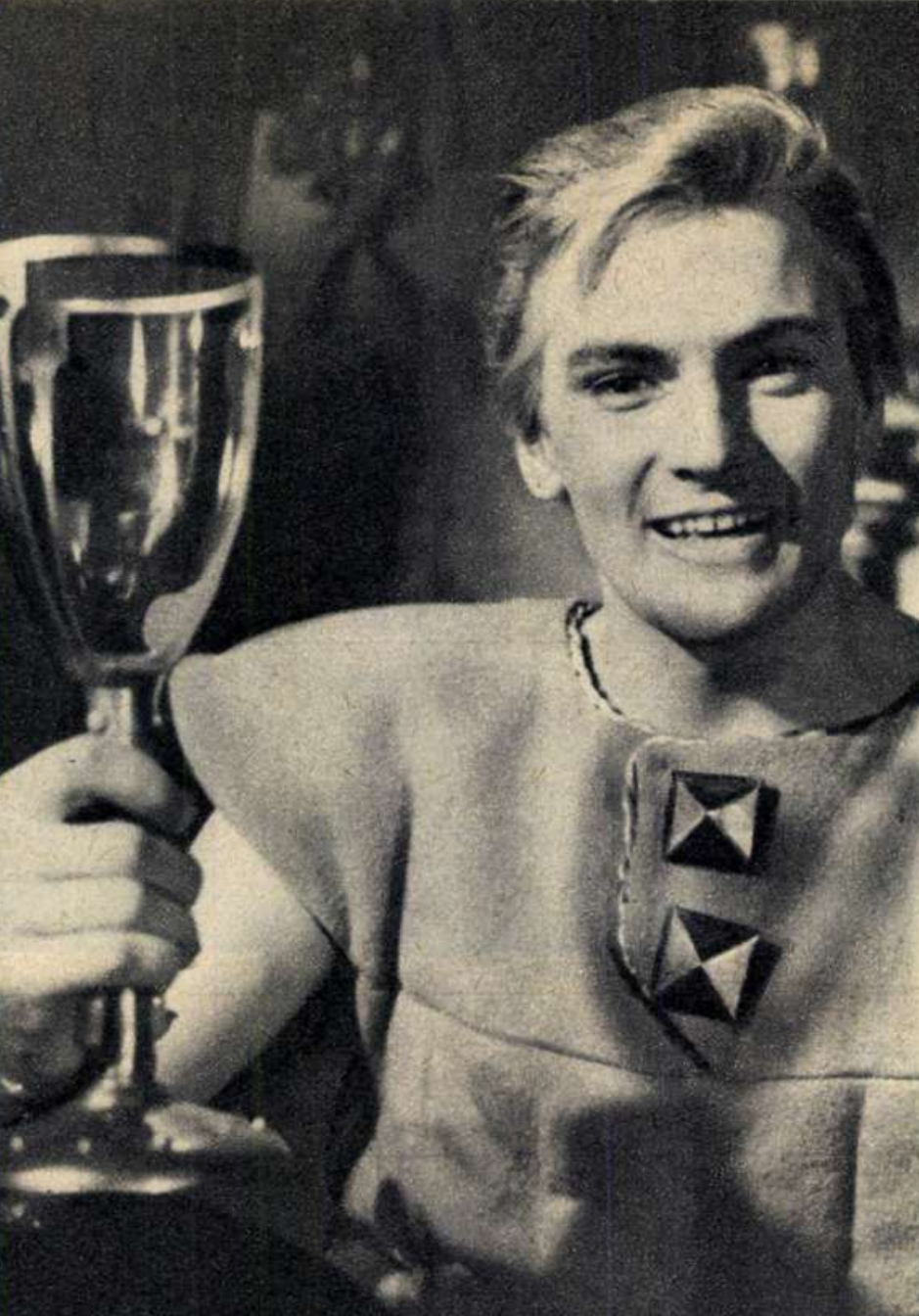
Florin Piersic ca Harap-Alb în 1965

Debutul cinematografic s-a produs cu filmul Ciulinii Bărăganului din 1958, interpretând rolul lui Tănase. Și-a evidențiat talentul în ceea ce privește filmele istorice în Neamul Șoimăreștilor din 1965, regizat de Mircea Drăgan, și apoi a jucat în filmul care l-a făcut cunoscut De-aș fi... Harap Alb (1965), regizat de regizorul Ion Popescu-Gopo.
Printre rolurile sale celebre din filme s-au numărat haiducul Anghel Șaptecai, haiducul Grigore Pintea și Mărgelatu.
- Ciulinii Bărăganului (1958)
- O poveste obișnuită... o poveste ca în basme (1959)
- Flăcăul și focul (1960)
- Aproape de soare (1961)
- Drum nou / Lada cu zestre (1961)
- S-a furat o bombă (1962)
- Celebrul 702 (1962)
- Pași spre lună (1964)
- Neamul Șoimăreștilor (1965) - Minski
- De-aș fi... Harap Alb (1965) - Harap-Alb
- Răscoala (1965)
- Tunelul (1966)
- Șapte băieți și o ștrengăriță (1967)
- Frumoasele vacanțe (1967)
- Kampf um Rom I (1968)
- Columna (1968) - Sabinus
- Kampf um Rom II - Der Verrat (1968)
- Eliberare (Osvobozhdenie) (1968) - Otto Skorzeny
- Mihai Viteazul (1971) - Preda Buzescu
- Haiducii lui Șaptecai (1971) - Anghel Șaptecai
- Zestrea domniței Ralu (1971) - Anghel Șaptecai
- Săptămîna nebunilor (1971) - Anghel Șaptecai
- Aventuri la Marea Neagră (1972)
- Explozia (1972)
- Parașutiștii (1973)
- Frații Jderi (1974) - Cristea Jder
- Agentul straniu (1974) - George Aldea
- Un August în flăcări (1974)
- Bălcescu (1974)
- Ștefan cel Mare - Vaslui 1475 (1975) - Cristea Jder
- Elixirul tinereții (1975)
- Comoara din Carpați (1975)
- Instanța amînă pronunțarea (1976)
- Pintea (1976) - Grigore Pintea
- Roșcovanul (1976)
- Tufă de Veneția (1977)
- Cuibul salamandrelor (1977) - Dan
- Războiul Independenței (Serial TV) (1977)
- Regăsire (1977)
- Eu, tu, și... Ovidiu (1978) - directorul Răducanu
- Ultima frontieră a morții (1979) - Moise Gâldău
- Arta apararii individuale (1980)
- Rug și flacără (1980)
- Drumul oaselor (1980) - Mărgelatu
- Rețeaua S (1980)
- Trandafirul galben (1982) - Mărgelatu
- Misterele Bucureștilor (1983) - Mărgelatu
- O lebădă iarna (1983)
- Galax (1984)
- Rămășagul (1985) - zmeul
- Masca de argint (1985) - Mărgelatu
- Racolarea (1985)
- Colierul de turcoaze (1986) - Mărgelatu
- Totul se plătește (1987) - Mărgelatu
- În fiecare zi mi-e dor de tine (1988)
- Volt egyszer egy úrlovas aka Am fost cândva un călăreț domn (1988) - Tamás
- Dunarea aka Donau, Duna, Dunaj, Dunav, Dunarea (2003)
- Fix alert (2004)
- Lacrimi de Iubire (2004) - Octavian
- Eminescu versus Eminem (2005)
- Mașini- dublaj, Mack (voce vers.română) (2006)
- Lacrimi de iubire  (Serial TV) (2005) - Tatăl Alexandrei
- Mașini 2- dublaj, Mack (voce vers.română) (2011)